# Charles Gray
Charles Gray, egentligen Donald Marshall Gray, född 29 augusti 1928 i Bournemouth, Dorset, död 7 mars 2000 i London, var en brittisk skådespelare.

## Biografi
Gray gick på Bournemouth School samtidigt som bland andra Benny Hill, vars skola hade evakuerats under andra världskriget. Grays filmkarriär tog sin början på en teaterklubb vid Bournemouths Palace Court Hotel när han hoppade in som sista-minuten-ersättare i The Beaux Stratagem. Han överraskade publiken och sig själv med sin talang.
När Gray sedan skulle bli en professionell skådespelare fanns det redan en skådespelare som hette Donald Gray, varför han fick byta namn. Han valde Charles och han tyckte det passade bra för att en släkting till honom och en nära vän hette det.
På 1960-talet rönte Charles Gray framgång som karaktärsskådespelare och medverkade ofta i brittisk television. Han spelade också mot Laurence Olivier i filmen Glädjespridaren (1960). År 1964 spelade han mördaren Jack Baker i ett Perry Mason-avsnitt. Hans genombrott kom 1967 när han tillsammans med Peter O'Toole och Omar Sharif medverkade i filmen Generalernas natt. Gray spelade agenten Dikko Henderson i James Bond-filmen Man lever bara två gånger (1967). Gray gjorde även Ernst Stavro Blofeld i Diamantfeber (1971).
Charles Gray är nog mest känd för sin insats i Rocky Horror Picture Show och för karaktären Judge Oliver Wright i Shock Treatment. Hans gjorde rösten åt Jack Hawkins i Thalias hämnare.
Charles Gray avled i cancer år 2000.

## Filmografi (filmer som haft svensk premiär)[6]
- 1960 – Glädjespridaren – kåsören
- 1964 - Perry Mason (TV-serie)
- 1967 – Generalernas natt – general von Seidlitz-Gabler
- 1967 – Man lever bara två gånger – Henderson
- 1969 – Mr. Big – Nick ”Ugglan” Harrison
- 1970 – Cromwell – Lord Essex
- 1970 – John Shay avrättaren – Vaughan Jones
- 1970 – Mosquito divisionen – Hufford
- 1971 – Diamantfeber – Blofeld
- 1973 – Thalias hämnare – Solomon Psaltery (röst)
- 1974 – Besten – Bennington
- 1975 – The Rocky Horror Picture Show – berättaren
- 1976 – Prins på vift – Hollander
- 1976 – Den sju-procentiga lösningen – Mycroft Holmes
- 1977 – 30 silverpenningar – Charles Cook
- 1979 – Arvet
- 1980 – Spegeln sprack från kant till kant – butlern Bates
- 1981 – Shock Treatment – domare Oliver Wirght
- 1983 – ... trots allt en äkta gentleman – Claudius
- 1983 – Spionen som levde två gånger - Sir James Chorley
- 1985, 1988, 1994 - The Adventures of Sherlock Holmes (TV-serie) – Mycroft Holmes
- 1986 - The Gourmet - Huvudrollsinnehavaren Sir Manley Kingston